# آبشار کولاساجا
آبشار کولاساجا (به انگلیسی: Cullasaja Falls) آبشاری است که در کارولینای شمالی، ایالات متحده آمریکا واقع شده و ارتفاع کلی ریزشگاه آن ۲۰۰ فوت (۶۱٫۰ متر) - Disputed (see Geology Section) است.